# Chief of Station - Verità a tutti i costi
Chief of Station - Verità a tutti i costi (Chief of Station) è un film del 2024 diretto da Jesse V. Johnson.

## Trama
L'ex agente della CIA Ben Malloy torna nel mondo dello spionaggio dopo aver scoperto che sua moglie non è morta per incidente, alleandosi con Krystyna Kowerski per svelare una cospirazione che mette in discussione tutto ciò che pensava di sapere.

## Produzione
Nell'agosto 2022 è stato annunciato che Alec Baldwin avrebbe interpretato il protagonista accanto a Olga Kurylenko, per poi essere sostituito nell'ottobre dello stesso anno da Aaron Eckhart.
Le riprese principali si sono svolte a Budapest e sono terminate nel febbraio 2023.

## Promozione
Il primo trailer è stato diffuso l'11 aprile 2024.

## Distribuzione
Il film è stato trasmesso in anteprima mondiale, come direct-to-video, in Italia l'8 aprile 2024 e pubblicato, nella stessa data, su Apple TV+. Dopo l'acquisizione dei diritti per la distribuzione negli Stati Uniti d'America da parte della Vertical Entertainment, verrà distribuito nelle sale cinematografiche statunitensi il 3 maggio 2024.